# Will Harris
William Taylor Harris (Houston, 28 agosto 1984) è un giocatore di baseball statunitense, lanciatore per i Washington Nationals della Major League Baseball (MLB).

## Carriera
Harris fu scelto dai Colorado Rockies nel nono giro giro del draft 2006 dopo avere giocato al college alla Louisiana State University. Debuttò nella MLB il 13 agosto 2012, al Coors Field di Denver contro i Milwaukee Brewers.
Il 3 aprile 2013, Harris fu selezionato tra gli svincolati dagli Oakland Athletics. Tre giorni dopo gli Arizona Diamondbacks fecero lo stesso. Vi giocò per due stagioni nel 2013 e 2014.
Il 3 novembre 2014, Harris firmò con gli Houston Astros. Con la squadra della sua città natale fu convocato per il suo primo All-Star Game nel 2016.
Nei playoff 2017, Harris disputò sei partite per un totale di 4 inning, concedendo 6 valide e un punto, con Houston che batté i Los Angeles Dodgers nelle World Series 2017 per quattro gare a tre, conquistando il primo titolo in 56 anni di storia. Divenne free agent al termine della stagione 2019.
Il 3 gennaio 2020, i Washington Nationals annunciarono di aver firmato con Harris un contratto triennale dal valore di 24 milioni di dollari.
Il 30 maggio 2021, Harris annunciò di doversi sottoporre a un intervento chirurgico a causa della Sindrome dello stretto toracico superiore, che lo costrinse a terminare in anticipo la stagione.

## Palmarès

### Club
- World Series: 1

Houston Astros: 2017

### Individuale
- MLB All-Star: 1

2016